# Intermarché
Intermarché, que treballa també amb la denominació Intermarché Les Mousquetaires és un grup empresarial francès de distribució comercial. El 2018, Intermarché va tenir una quota de mercat del 15% a França.

## Història
Fundat el 1969 per 75 persones que es van separar del grup E.Leclerc per desavinences amb la seva gestió, encapçalats per Jean-Pierre Le Roch, el grup va anar creixent amb els anys. A partir de 1986, Els Mosqueters creen diverses ensenyes amb les quals van aconseguir un notable èxit. El 2002 crea al costat del Grup Eroski una central internacional de compres anomenada Alidis, a la qual el 2005 es va unir el grup alemany Edeka.
Del 1992 fins al 2005 va tenir botigues a la província de Girona, concretament a Palafrugell, Palamós, Castell de cèrcol, Sant Feliu de Guixols, Roses i Figueres que van ser comprades a finals de 2009 pel grup Bonpreu, que va adquirir els 53 establiments que la cadena tenia a Espanya.